# ミドル島 (ウォーナンブール)

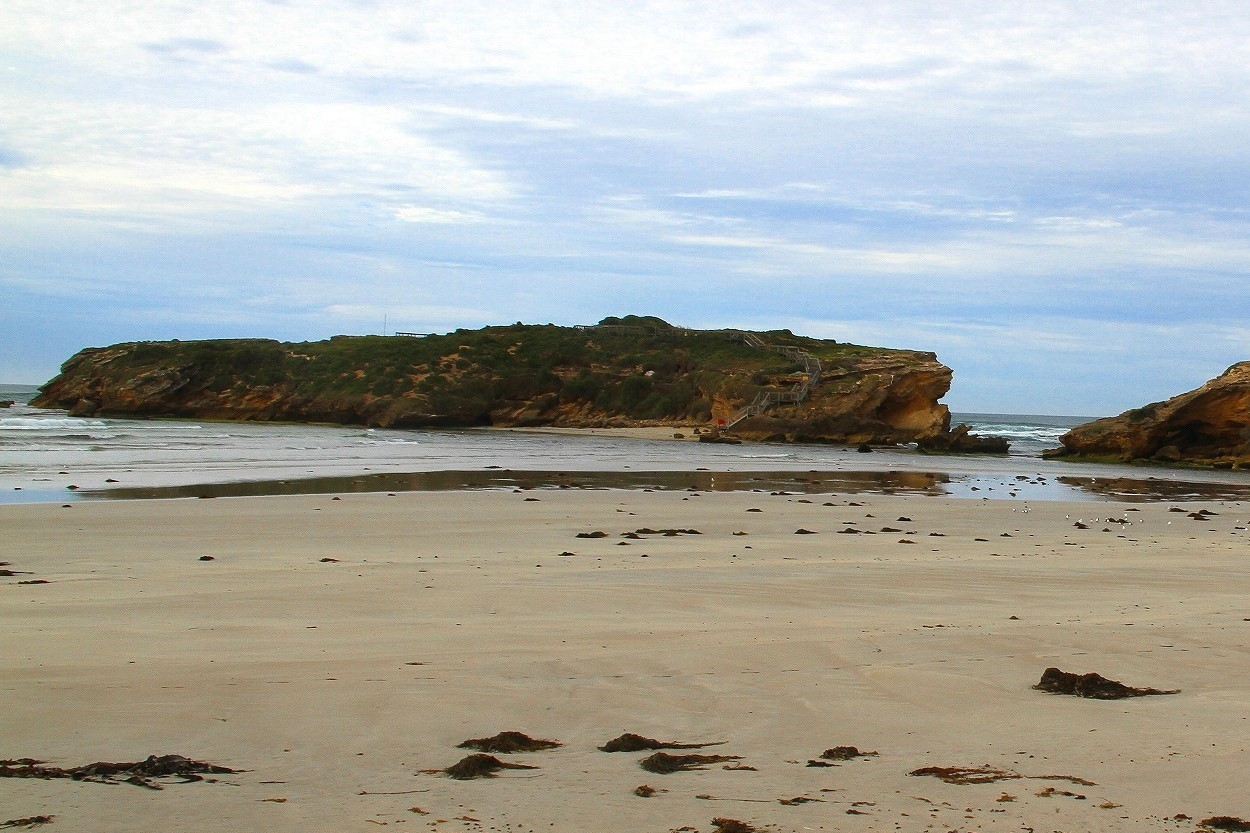
ミドル島（ウォーナンブール）。手前の砂浜から干潮時の浅瀬を渡れる

コガタペンギン。ミドル島で生息している

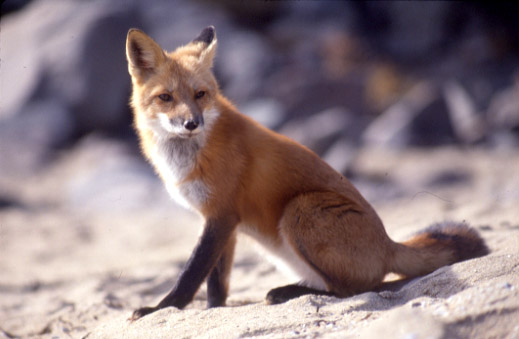
アカギツネ

ミドル島 (ウォーナンブール) (ミドルとう　英: Middle Island) はオーストラリア・ビクトリア州の南西地域の拠点の街・ウォーナンブール (ビクトリア州)の浜辺近くのわずか2ヘクタールの小さな島で、全島が鳥獣保護区である。コガタペンギンやハシボソミズナギドリの繁殖コロニーがあり、人間は立ち入り禁止である。

## マレンマ計画（Maremma Project）

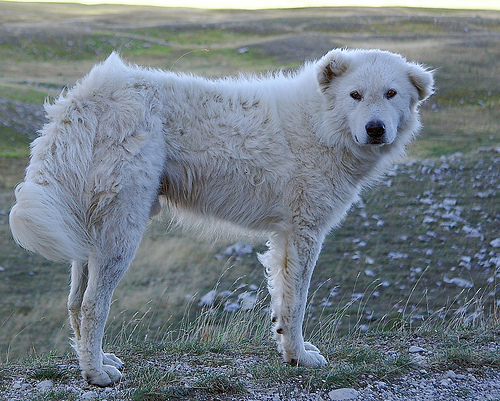
マレンマ・シープドッグ。コガタペンギンをアカギツネから守る

オーストラリアは、ヨーロッパから導入したアカギツネが、2012年には720万頭と増えすぎて、家畜や野生動物を襲うオーストラリアのアカギツネ問題が生じている 。
ミドル島は沿岸のすぐ近くにあるため、干潮時にはアカギツネが浅瀬を渡り、コガタペンギンを襲う。その結果、ミドル島のコガタペンギンの生息数は1999年に推定600羽だったのが、2005年に10つがいになってしまった。それで、ヨーロッパで羊をアカギツネから守るために飼われているマレンマ・シープドッグで、ペンギンを守ろうと、2006年、ミドル島にマレンマ・シープドッグを導入した。マレンマ・シープドッグで鳥を保護する試みは世界で最初である。その結果、2010年には、コガタペンギンの生息数は140羽までに回復した。

## 引用文献
1. ↑  “Impacts of Feral Animals”.   Game Council of New South Wales. 2012年4月18日時点のオリジナルよりアーカイブ。2014年3月24日閲覧。
2. ↑  Threat Abatement Plan for Predation by the Red Fox (Vulpes vulpes) (PDF) (Report). NSW National Parks and Wildlife Service. 2001. ISBN 0731364244。
3. ↑  Tina, Liptai (2008年11月13日). “Puppy power is penguins' saviour”.   The Age. 2014年3月25日閲覧。
4. ↑  “Middle Island Maremma Project”. Warrnambool.   Warrnambool City Council. 2012年8月19日時点のオリジナルよりアーカイブ。2014年3月24日閲覧。
5. ↑  Oskin, Becky (2013年6月3日). “Sheepdogs Save Australia's Endangered Penguins”.   LiveScience. 2014年3月24日閲覧。

### 動画
- Chooks in Dinner Suits - YouTube(英語)、マレンマ計画（Maremma Project）、2014年3月24日閲覧

座標: 南緯38度24分13秒 東経142度28分19秒 / 南緯38.40361度 東経142.47194度